# Joules love
Joules love er et par love vedrørende den producerede varme af en elektrisk strøm og henholdsvis energiens afhængighed af en ideal gas til tryk, rumfang og temperatur.

## Joules første lov
Joules første lov, også kendt som Joule effekt, er en fysiklov som udtrykker sammenhængen mellem varmen udviklet af den elektriske strøm der løber gennem en elektrisk leder. Loven er navngivet efter James Prescott Joule som forskede i fænomenet i 1840'erne. Loven er som følger:
{\displaystyle Q=I^{2}\cdot R\cdot t}
hvor Q er varmen udviklet af en konstant elektrisk strøm I der løber gennem en leder med en resistans (modstand) R, i tiden t. Når strøm, resistans og tid udtrykkes i hhv. ampere, ohm og sekunder, er enheden for Q joule. Joules første lov kaldes nogle gange Joule–Lenz lov da loven uafhængigt senere blev opdaget af Heinrich Lenz. En leders varmende virkning når den passeres af strøm kaldes Joule-varme.

## Joules anden lov
Joules anden lov udtrykker at den indre energi af en ideal gas er uafhængig af gassens rumfang og tryk – og kun er afhængig af gassens temperatur.

## Joules første lov og Ohms lov
I sammenhængen af resistive elektriske kredsløb og i lyset af energiens bevarelse og elektrisk potential er Joules første lov og Ohms lov ækvivalente og kan udledes af hinanden (som forklaret af Mascart i 1883
 
og af Oliver Heaviside i 1894

), selvom de blev opdaget uafhængigt og eksperimentelt, før tanken om energiens bevarelse og elektrisk potential var udviklet tilstrækkeligt.
Joules første lov udtrykker at tilførslen af varme i form af afgiven varme fra en resistiv elektrisk leder er proportional med kvadratet af den elektriske strøm gennem lederen og med lederens modstand.  Effekten afsat i en resistor, udtrykt ved strømmen gennem den og dens modstand er:

{\displaystyle P=I^{2}\cdot R\ }.
Joule kom til dette resultat eksperimentelt i 1841, ved at anvende et kalorimeter til at måle varme – og et galvanometer til at måle strømmen, med flere forskellige resistive elektriske kredsløb.

Loven gælder for alle kredsløb, som opfylder Ohms lov .  Ohms Lov angiver at strøm er proportional med spændingen , hvilket igen vil sige at den givne komponent opfører sig som en Ohmsk modstand. Ohms lov udtrykker at for en given spænding U over et kredsløb med resistansen R vil strømmen være:

{\displaystyle I={\dfrac {U}{R}}\ } .
Formlen gælder også hvis R er modstanden ved strømmen I. Ved at substituere denne formel for strøm índ i en eller begge faktorer af strøm i Joules lov, kan den afsatte effekt P skrives i følgende ækvivalente former:
{\displaystyle P=U\cdot I={\dfrac {U^{2}}{R}}} .
Relationen {\displaystyle P=U\cdot I} er faktisk mere generelt anvendelig end enten Joules lov eller Ohms lov, da den beregner den øjeblikkelige effekt som  tilføres kredsløbet med spændingen U over sig og strømmen I gennem sig, uanset om kredsløber er resistivt eller ej.
 
I kombination med enten Ohms lov eller Joules lov, kan den anvendes til at udlede den ene eller den anden.

Da den afsatte effekt i en modstand er mængden af energi anvendt (anvendt elektrisk arbejde) per enhed tid, er den totale energi afsat  i tiden t:

{\displaystyle Q=I^{2}\cdot R\cdot t=U\cdot I\cdot t={\dfrac {U^{2}}{R}}\cdot t}